# Кармайн Фальконе
Кармайн Фальконе (англ. Carmine Falcone) — вигаданий персонаж всесвіту DC Comics, ворог Бетмена.
У коміксі Фальконе — могутній ватажок мафії, на прізвисько «Римлянин» (з цієї причини його злочинну організацію у кримінальних колах іноді називають «Римською імперією»). У коміксі «Бетмен: Рік Перший» вершина його пентхауса виконана у стилі римської архітектури.
Пізніше, у міні-серії «Бетмен: Довгий Хелловін», створеної Джеффом Лоебом і Тімом Сейлом, Фальконе з'явився як головний антагоніст. Персонаж заснований на зіграному Марлоном Брандо мафіозному доні Віто Корлеоне з фільму «Хрещений батько». На інтерв'ю Лоеб заявив, що при створенні Сім'ї Фальконе він проводив паралель з Сім'єю Корлеоне: владність і мудрість Фальконе «запозичені» у Віто Корлеоне, син дона Фальконе Альберто списаний з Фредо Корлеоне, а характер його сестри Софії відповідає характеру Сонні Корлеоне. Нарешті, зовнішність старшого сина дона, Маріо Фальконе, його втеча на Сицилію і бажання відбілити ім'я сім'ї та узаконити її бізнес, все це взято у персонажа Майкла Корлеоне.